# Heimatblock
Le Heimatblock était un parti politique de droite, actif durant la Première République d'Autriche de 1930 à 1933. C'est le parti politique du groupuscule paramilitaire Heimwehren. En 1932, il s'est établi en tant que membre du gouvernement fédéral, au sein de la coalition conduite par le chancelier Engelbert Dollfuss ; à ce titre, il a largement participé à l'instauration de l’austrofascisme.

## Histoire
À la suite des conflits politiques virulents des années 1920, avec comme point culminant la révolte de Juillet en 1927, de larges cercles bourgeois ont apporté leur soutien aux Heimwehren dans leur lutte contre l'austromarxisme au sein du Parti ouvrier social-démocrate. Les leaders du mouvement ont aussi déclaré qu'il s'opposaient clairement à la démocratie, au régime parlementaire et à la « particratie ». Le 30 septembre 1930, le dirigeant national Ernst Rüdiger Starhemberg fut nommé ministre de l'Intérieur dans le gouvernement éphémère du chancelier Carl Vaugoin.
Dans la perspective des prochaines élections législatives du 9 novembre, le Steirischer Heimatschutz, la branche la plus importante de la Heimwehr en termes d'effectifs commandée par Walter Pfrimer, demandait l'établissement d'une liste électorale propre, concurrent de celles des parties du mouvement national allemand, de l'agrarisme et du national-socialisme. Pour l'instant, et grâce au généreux soutien venu notamment de Benito Mussolini, le nouveau parti a fait son entrée au Conseil national, avec 6,17 % des voix et 8 mandats. Néanmoins, le Heimatblock ne faisait pas partie des gouvernements de centre-droit conduit par le chancelier Otto Ender et son successeur Karl Buresch.
Finalement, en 1932, le gouvernement Buresch a démissionné en raison de la faillite du Credit-Anstalt. Au lieu d'élections anticipées, le président fédéral Wilhelm Miklas chargea Engelbert Dollfuss de la formation du gouvernement composée d'une coalition du parti chrétien-social, de la fédération des agriculteurs et du Heimatblock. L'année suivante, Emil Fey, chef de la Heimwehr à Vienne, a été nommé ministre et vice-chancelier.
Le 4 mars 1933, Engelbert Dollfuss déclare le Parlement dissous, puisque incapable de fonctionner. L’Autriche devient un État autoritaire. Le chancelier ne gouverne désormais que par décrets ; commence alors ce que les historiens ont par la suite appelé l'austrofascisme. Le Republikanischer Schutzbund, l'organisation paramilitaire fondée par le Parti social-démocrate, a été interdit. Le 20 mai, Dollfuss, soutenu par Starhemberg, a fondé le Front patriotique, un parti unique inspiré du modèle du fascisme, par lequel le Heimatblock est entièrement absorbé.

## Source
- (de) Cet article est partiellement ou en totalité issu de l’article de Wikipédia en allemand intitulé « Heimatblock » (voir la liste des auteurs).